# Systremma
Systremma là một chi bướm đêm thuộc họ Erebidae.